# Hypopta chiclin
Hypopta chiclin is een vlinder uit de familie van de Houtboorders (Cossidae). De wetenschappelijke naam van de soort is voor het eerst gepubliceerd in 1905 door Paul Dognin.
De soort komt voor in Peru en Chili.